# 城德站
城德站（韓語：성덕역）是朝鮮民主主義人民共和國咸镜北道吉州郡的一個鐵路車站，属于白头山青年线。

## 邻近车站
白头山青年线
丰溪站 - 城德站 - 蛇岛站